# Bruine baviaan
De bruine baviaan of sfinxbaviaan (Papio papio) is een baviaan uit de familie der apen van de Oude Wereld (Cercopithecidae).

## Leefomgeving
De bruine baviaan komt voor in een smalle strook in het westen van Afrika: Guinee, Senegal, Gambia, het zuiden van Mauritanië en West-Mali.

## Uiterlijk
De bruine baviaan heeft roodachtig bruin haar en een kale, donker-violette of zwarte snuit. De snuit heeft de vorm van die van een hond. Deze baviaan is de kleinste van alle bavianen.

## Gedrag
Het is een diurnaal dier dat 's nachts in een boom slaapt. Het aantal bruikbare bomen om in te slapen bepaalt de grootte van de groep. Hoewel er weinig bekend is over het sociale leven van de bruine baviaan, is het waarschijnlijk dat ze in een harem leven. Net als alle bavianen.

## Voedsel
Ze eten vrijwel alles, voornamelijk plantaardig voedsel als gras, bollen en knollen. Ook eten ze bladeren, vruchten, zaden en peulen. Ook eten ze dierlijk voedsel, als sprinkhanen, slakken, schorpioenen, honingraten, hagedissen, eieren, vissen en kikkers.

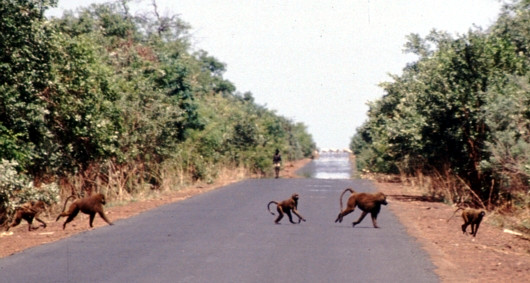
Bavianen steken een weg over in Gambia
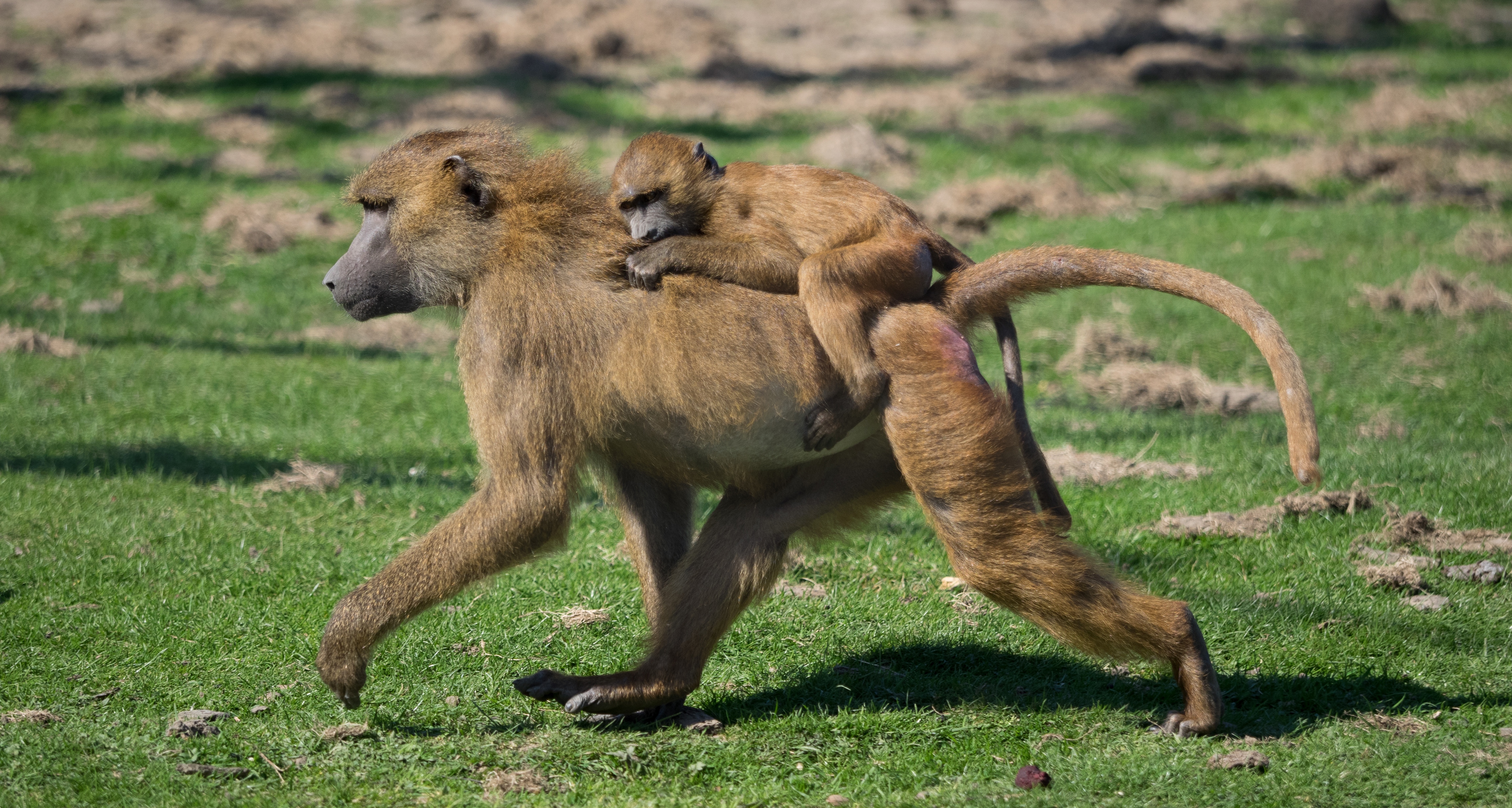
Twee bruine bavianen in een wildpark in Engeland
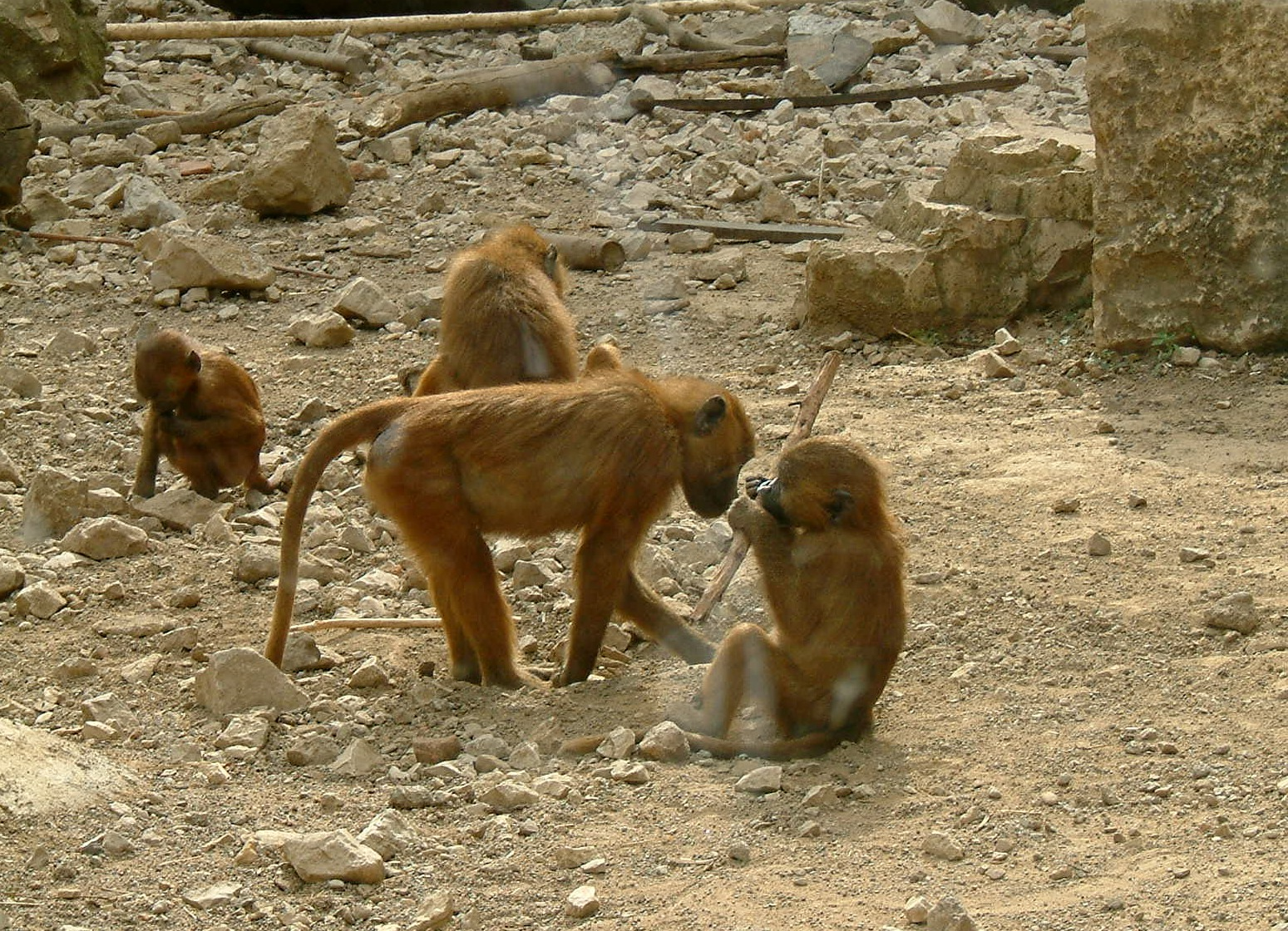
Bavianen in een dierentuin in Frankrijk